# Paramnesicles secretus
Paramnesicles secretus är en insektsart som beskrevs av Marius Descamps 1974. Paramnesicles secretus ingår i släktet Paramnesicles och familjen Chorotypidae. Inga underarter finns listade i Catalogue of Life.